# Verbena (festa)
La verbena è una festa popolare tipica del mondo ispanico, paragonabile alle sagre italiane, quasi sempre legata ai festeggiamenti per il santo patrono di un paese o del quartiere.
Il nome deriva da quello dell'omonima pianta, erba officinale dal fiori color rosa pallido, perché in passato era usanza, a Madrid e in altre località spagnole, ballare portando un ramoscello di verbena nel risvolto della giacca e da qui il nome arrivò a designare le feste popolari.
Di solito, le verbenas cominciano nel pomeriggio ma si svolgono soprattutto di sera e possono durare anche diversi giorni; la serata più importante resta però di solito quella della vigilia della festa patronale. Elementi molto tipici delle verbene sono le danze popolari, praticate da esperti e amatori, e le bancarelle con caramelle, frittelle, dolci e altri prodotti tipici.

## Verbene madrilene
In particolar modo sono conosciute le verbene di Madrid di tradizione molto antica e legate ai diversi quartieri della città in cui ciascuno celebra la propria verbena per il proprio patrono.
Tipici di Madrid sono il chotis, ballo tradizionale al suono dell'organo a rullo, la limonata e gli azucarillos (zuccherini) con acqua e aguardiente.
Le verbenas più famose sono quelle della Virgen de la Paloma del 15 agosto e quella di Sant'Antonio della Florida del 13 giugno.

## Le verbene nel cinema
- Il peccato (titolo originale: Noche de verano), film di Jorge Grau del 1963, ambientato a Barcellona durante una verbena.